# Лікарсько-трудова експертна комісія
Лікарсько-трудова експертна комісія (ЛТЕК) — в минулому — комісія для експертизи тривалої або постійної (стійкої) втрати працездатності. Діяльність ЛТЕК регламентувалася положеннями про ЛТЕК, затвердженими Радами Міністрів відповідних союзних республік, республіканськими радами профспілок, міністерствами охорони здоров'я і соцзабезпечення (в УРСР — Положенням про лікарсько-трудові експертні комісії, затвердженим постановою Ради Міністрів УРСР від 28 жовтня 1963 року).
ЛТЕК перебували у віданні органів соціального забезпечення. Міські, районні й міжрайонні ЛТЕК організувалися на базі лікувально-профілактичних закладів; до складу цих ЛТЕК входили три лікарі-експерти (терапевт, хірург, невропатолог), представники відділу соцзабезпечення та професійні організації. Спеціалізовані (для експертизи хворих на туберкульоз, психічні, серцево-судинні захворювання та інші) ЛТЕК організувалися на базі спеціалізованих лікувально-профілактичних закладів; до їх складу входили два лікарі відповідної спеціальності, лікар-терапевт або невропатолог. Вищими органами по експертизі працездатності були республіканські, крайові й обласні ЛТЕК.
Основним завданням ЛТЕК було встановлення наявності, причин і ступеня непрацездатності; встановлення часу настання, причини й групи інвалідності. На підставі висновку ЛТЕК робітники, службовці, колгоспники й ті, хто вчиться, за станом здоров'я могли бути увільнені від професійної праці або навчання. Направляли на ЛТЕК лікувальні заклади.